# Meave Leakey
Pour les autres membres de la famille, voir Leakey.
Meave Leakey, née Meave Epps le 28 juillet 1942 à Londres, est une paléoanthropologue britannique. Avec sa propre équipe ou conjointement avec son mari Richard Leakey, elle a réalisé plusieurs découvertes majeures en Afrique de l'Est.

## Famille
Meave Leakey est l'épouse de Richard Leakey, paléoanthropologue et homme politique kényan d'origine britannique. Ils ont deux enfants, Louise, née en 1972, et Samira, née en 1974. Louise Leakey poursuit la tradition familiale en conduisant des recherches paléoanthropologiques.

## Formation
Meave Leakey a obtenu son Ph.D. en zoologie en 1968 à l'université de Bangor, au Pays de Galles.

## Carrière
Meave Leakey a été professeur à l'université d'État de New York à Stony Brook. Elle codirige l'Institut du bassin du Turkana, affilié à cette université.

## Kenyanthropus platyops
L'équipe de Meave Leakey découvre en 1999 plusieurs fossiles d'Hominina anciens, dont un crâne très déformé, sur la rive ouest du lac Turkana, près du site de Lomekwi, au Kenya. Le crâne et le fragment de mandibule, datés d'environ 3,4 Ma, ont permis de définir le nouveau genre et la nouvelle espèce Kenyanthropus platyops, « l'homme du Kenya à face plate ».

## Homo rudolfensis
En 2012, Meave Leakey publie la découverte de fossiles d'Homo rudolfensis à Koobi Fora, sur la rive est du lac Turkana, au Kenya, qui valident cette espèce comme taxon distinct d'Homo habilis. Homo rudolfensis, connu à ce jour seulement par des fossiles crâniens, était déjà pressenti comme étant une espèce plus corpulente qu'Homo habilis. Les mandibules mises au jour par Meave Leakey à Koobi Fora ont en plus une forme différente de celles d'Homo habilis, ce qui confirme l'existence de deux espèces distinctes.

## Publications

### Ouvrages
- (en) Meave Leakey (dir.) et Richard Leakey (dir.), Koobi Fora Research Project : Researches into Geology, Palaeontology, and Human Origins, vol. 1 : The Fossil Hominids and an Introduction to Their Context, 1968-1974, Oxford, Clarendon Press, 1978 (ISBN 978-0-19-857392-0)
- (en) John M. Harris et Meave Leakey (dir.), Lothagam : The Dawn of Humanity in Eastern Africa, New York, Columbia University Press, 2001, 678 p. (ISBN 978-0-231-11870-5, lire en ligne)

### Articles scientifiques
- (en) John M. Harris, Frank H. Brown et Meave Leakey, « Stratigraphy and Paleontology of Pliocene and Pleistocene Localities West of Lake Turkana, Kenya », Contributions in science, Los Angeles, Musée d'histoire naturelle du comté de Los Angeles, no 399,‎ 1988, p. 1-128 (ISSN 0459-8113)
- (en) John M. Harris, Frank H. Brown, Meave Leakey, Alan C. Walker et Richard Leakey, « Pliocene and Pleistocene Hominid-Bearing Sites from West of Lake Turkana, Kenya », Science, vol. 239, no 4835,‎ 1er janvier 1988, p. 27–33 (ISSN 0036-8075, PMID 17820626, DOI 10.1126/science.239.4835.27)
- (en) Meave G. Leakey, Fred Spoor, Frank H. Brown, Patrick N. Gathogo, Christopher Kiarie, Louise N. Leakey et Ian McDougall, « New hominin genus from eastern Africa shows diverse middle Pliocene lineages », Nature, vol. 410,‎ 2001, p. 433-440 (lire en ligne)
- (en) Rene Bob et Meave Leakey, chap. 15 « Ecology of Plio-Pleistocene Mammals in the Omo-Turkana Basin and the Emergence of Homo », dans Frederick E. Grine, John G. Fleagle et Richard Leakey, The First Humans : Origin and Early Evolution of the Genus Homo, Springer, coll. « Vertebrate Paleobiology and Paleoanthropology », 2009 (ISBN 978-1-4020-9979-3, présentation en ligne), p. 175–184
- (en) Meave G. Leakey et al., « New fossils from Koobi Fora in northern Kenya confirm taxonomic diversity in early Homo », Nature, vol. 488,‎ 9 aout 2012, p. 201–204 (DOI 10.1038/nature11322)

### Articles de presse
- Meave Leakey et Alan Walker, « Les premiers hominidés en Afrique », Pour la science, no 238,‎ août 1997, p. 36–41 (ISSN 0153-4092)